# Attentat d'In Khalil
L'attentat d'In Khalil est un attentat-suicide qui a lieu le 22 février 2013 pendant la guerre du Mali. Il fait 3 morts et 4 blessés parmi les rebelles du MNLA.

## Déroulement
Le 22 février 2013, un attentat-suicide a lieu à In Khalil, près de Tessalit, commis par deux kamikazes qui se font exploser avec leurs deux véhicules, tuant trois combattants du MNLA. Quatre autres sont grièvement blessés et trois véhicules détruits. Le MNLA accuse le MUJAO d'être responsable de l'attentat. 

## Revendication
Le lendemain, l'attentat est effectivement revendiqué par le MUJAO. Le porte-parole du mouvement, Adnane Abou Walid Al-Sahraoui, affirme que « par la voiture piégée dans la zone d'In-Khalil contre les éléments du MNLA, le Mujao s'engage à poursuivre le jihad contre les mécréants. »